# Мьолдрі (Вастселійна)
Мьолдрі (ест. Möldri) — село в Естонії, входить до складу волості Вастселійна, повіту Вирумаа.